# Мілрой (Міннесота)
Мілрой (англ. Milroy) — місто (англ. city) в США, в окрузі Редвуд штату Міннесота. Населення — 259 осіб (2020).

## Географія
Мілрой розташований за координатами 44°25′3″ пн. ш. 95°33′12″ зх. д. / 44.41750° пн. ш. 95.55333° зх. д. (44.417638, -95.553460).  За даними Бюро перепису населення США в 2010 році місто мало площу 0,66 км², уся площа — суходіл.

## Демографія
Згідно з переписом 2010 року, у місті мешкали 252 особи в 114 домогосподарствах у складі 66 родин. Густота населення становила 381 особа/км².  Було 127 помешкань (192/км²).
Расовий склад населення:
| - 98,4 % — білих - 1,2 % — азіатів |

До двох чи більше рас належало 0,4 %. Частка іспаномовних становила 0,8 % від усіх жителів.
За віковим діапазоном населення розподілялося таким чином: 23,4 % — особи молодші 18 років, 64,7 % — особи у віці 18—64 років, 11,9 % — особи у віці 65 років та старші. Медіана віку мешканця становила 37,0 року. На 100 осіб жіночої статі у місті припадало 104,9 чоловіків;  на 100 жінок у віці від 18 років та старших — 105,3 чоловіків також старших 18 років.
Середній дохід на одне домашнє господарство  становив 48 761 долар США (медіана — 41 250), а середній дохід на одну сім'ю — 65 850 доларів (медіана — 63 750). За межею бідності перебувало 13,9 % осіб, у тому числі 33,3 % дітей у віці до 18 років та 13,2 % осіб у віці 65 років та старших.
Цивільне працевлаштоване населення становило 134 особи. Основні галузі зайнятості: освіта, охорона здоров'я та соціальна допомога — 23,9 %, виробництво — 19,4 %, роздрібна торгівля — 11,9 %, будівництво — 9,7 %.